# Саркосфера
Саркосфера (лат. Sarcosphaera) — монотипный род ядовитых грибов семейства пецицевые (Pezizaceae). Единственный вид — саркосфера венечная (Sarcosphaera coronaria).
Встречается в лесах в известковой почве, плодовые тела появляются в мае-июне.

## Синонимы
В синонимику рода входит название Caulocarpa Gilkey, 1947
В синонимику вида входят следующие названия:
- Peziza coronaria Jacq., 1778 basionym
- Peziza crassa Santi
- Peziza eximia Durieu & Lév., 1848
- Pustularia coronaria (Jacq.) Rehm
- Sarcosphaera crassa (Santi) Pouzar, 1972 — Саркосфера толстая
- Sarcosphaera eximia (Durieu & Lév.) Maire, 1917
- Sepultaria coronaria (Jacq.) Massee

## Описание

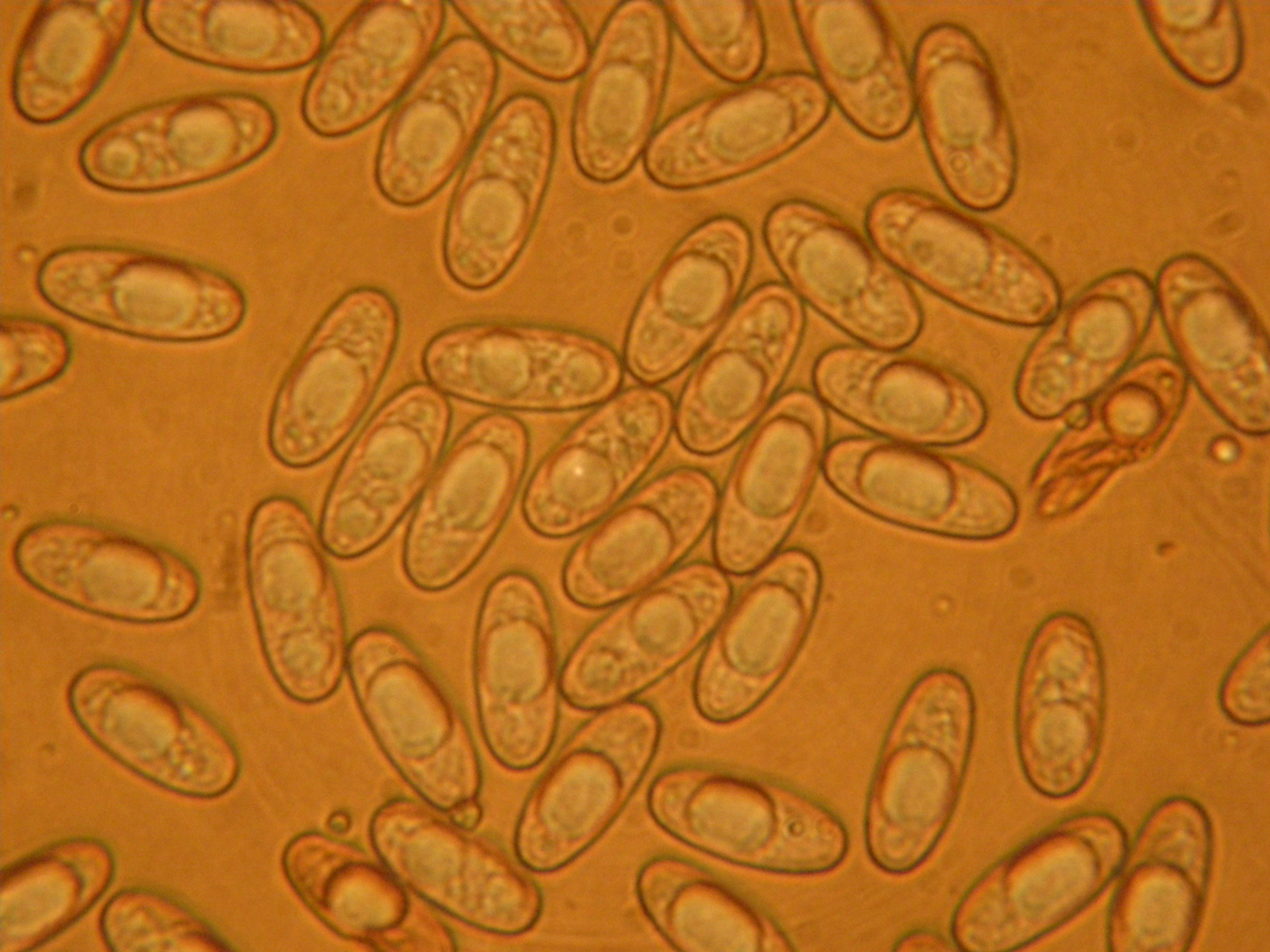
Споры саркосферы венечной под микроскопом; хорошо видны содержащиеся в них капли масла

Плодовые тела (апотеции) — диаметром до 15 см; первоначально замкнутые, шарообразной формы, толстостенные, беловатой окраски; позднее они выступают частично из почвы и раскрываются несколькими треугольными лопастями. Гимений в зрелости фиолетовый, затем темнеет. Примерно на 3-й — 4-й день после раскрытия апотеций становится похож на липкий белый цветок, к которому прилипает земля. Внутренняя часть апотеция — фиолетовая с морщинками. Внешняя часть апотеция — белая и гладкая.
Споры эллипсоидные, размером (15—20)×(8—9) мкм, с каплями масла, гладкие, бесцветные. Споровый порошок белый.